# Upgant-Schott
Upgant-Schott é um município da Alemanha localizado no distrito de Aurich, estado de Baixa Saxônia.
Pertence à Samtgemeinde de Brookmerland.